# Tuvinska folkrepubliken
Tuvinska folkrepubliken (tuvinska: Tьвa Arat Respuвlik, Tyva Arat Respublik; ryska: Туви́нская Наро́дная Респу́блика) var en statsbildning i södra Sibirien som existerade åren 1921-1944 och stod under Sovjetunionens beskydd. Tuvinska folkrepubliken åtnjöt begränsat diplomatiskt erkännande internationellt. Endast Sovjetunionen och Mongoliska folkrepubliken erkände officiellt landet som en självständig stat, och i praktiken fungerade det som en sovjetisk satellitstat. Fram till år 1926 var det officiella namnet Folkrepubliken Tannu-Tuva, vilket fortsatte att användas i många västliga publikationer. Idag utgör dess territorium Republiken Tuva, en delrepublik inom Ryska federationen.

## Historia

### Bakgrund
Tuva hade från mitten av 1700-talet lytt under Qingdynastin som del av den sparsamt befolkade gränsregionen Tannu Uriankhai. Under 1800-talet inleddes en gradvis rysk kolonisering vilken i och med det kinesiska kejsardömets kollaps efter Xinhairevolutionen 1911 ledde till att hela området bröts loss år 1912 och bildade Republiken Urjanchai, en lydstat under den ryske tsaren som bara två år senare blev ett ryskt protektorat kallat Urjanchaiski kraj. När även Ryska kejsardömet föll till följd av februarirevolutionen år 1917 intogs Tuva först av Vita armén 1918-1919, sedan Röda armén 1919-1920, sedan Republiken Kina 1920-1921 för att sedan åter hamna under sovjetrysk kontroll efter att ha varit en krigsskådeplats under ryska inbördeskriget. År 1921 hade den ryske folkkommissarien för utrikes ärenden, Georgij Tjitjerin, fördömt Rysslands de facto annektering av Tuva år 1914 och sade att det nya Sovjetryssland inte hade några anspråk på området, men gav heller inget uttryckligt stöd för att förena Tuva med Yttre Mongoliet. I Moskva önskade man istället att Tuva skulle fungera som en nominellt självständig buffertstat, likt Fjärranösternrepubliken, mot de utländska makter som ingrep i inbördeskriget på de vitas sida (främst Japanska imperiet i öster). I augusti år 1921 sammanträdde ledande tuvinska politiker i byn Sug-Bazhy (idag Kochetovo) för vad som kallades Alltuvinska konstituerande huralen för att besluta om Tuvas framtid. Trots att Komintern inte hade planerat att området skulle vara självständigt fick man stöd av bolsjevikerna för att utropa den oberoende Folkrepubliken Tannu-Tuva.

### Reformer och motstånd åren 1924-1929

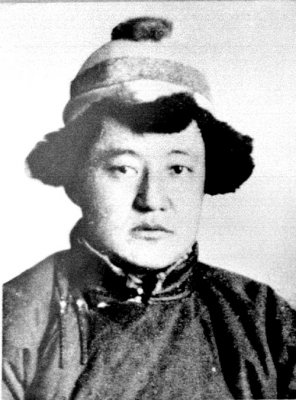
Mongush Buyan-Badyrgy styrde Tannu-Tuva år 1921.

Tannu-Tuvas första politiska ledare var adelsmannen Mongush Buyan-Badyrgy under vars styre den inhemska adeln och prästerskapet behöll sitt traditionella inflytande trots den sovjetiska närvaron. Han efterträddes av munken Donduk Kuular som utsågs till ordförande för Lilla huralens presidium och därmed republikens första officiella statschef år 1924. Både Kuular och Buyan-Badyrgy tillhörde den gamla politiska eliten och underkastade sig ogärna sovjetisk kontroll; istället ville de närma sig det kulturellt besläktade Mongoliet, drev en djupt religiös linje och ville till och med utropa en buddhistisk teokrati i Tuva. En av de första lagarna som stiftades efter självständigheten var direkt diskriminerande mot ryska bosättare. 1926 valdes Donduk Kuular till ordförande för ministerrådet (landets regeringschef) och döpte om landet till Tuvinska folkrepubliken och huvudstaden Khem-Beldir, tidigare Belotsarsk, fick det nya namnet Kyzyl ("röd" på tuvinska). Snart stiftades även lagar för att göra buddhism till statsreligion i landet.
Försök att efter sovjetisk modell införa statsateism motarbetades av den tuvinska regeringen som leddes av den religiösa och promongoliska högerflygeln av det styrande Tuvinska revolutionära folkpartiet. Tuvas samhällsekonomi byggde traditionellt på feodala förhållanden och nomadstammarnas boskapsskötsel och även detta var något som de sovjetiska kommunisterna ansåg skulle bli föremål för modernisering, främst genom samhällsreformer som produktionskontroller och kollektivisering av jordbruket. Josef Stalin reagerade starkt på den tuvinska regeringens motstånd mot reformagendan och lät år 1929 genomföra en statskupp i landet där Donduk Kuular och andra som hade förordat lamaismen som grundval för staten avsattes och greps. Åren 1928-1930 präglades av att sovjetvänliga grupperingar, ungdomsorganisationen Revsomol och lokal milis angrep "klassfiender" och "högeropportunister" inom de egna leden med målet att "likvidera feodalherrarna som klass" och avskaffa all religion. Ateism och internationalism skulle bli de framtida ledorden i Tuvas sociala och politiska omvandling och landet ställdes under fem särskilda kommissarier som hade utbildats i Sovjetunionen.

### Den stalinistiska eran
En av de fem kommissarierna blev till slut Tuvas nya, oinskränkta ledare: Salchak Toka lät genomföra en omfattande utrensning inom Tuvinska revolutionära folkpartiet, partimedlemmar som misstänktes för feodala, religiösa eller andra högersympatier uteslöts ur partiet och ställdes inför rätta. Drygt en tredjedel av alla partimedlemmar rensades så småningom ut. En personkult skapades enligt stalinistiskt mönster kring Salchak Toka och stora delar av befolkningen tvingades flytta till jordbrukskollektiv medan marken förstatligades. De tidigare inflytelserika religiösa institutionerna upphörde, buddhistiska kloster revs och lamor arresterades. Även den schamanistiska folktron inskränktes och många schamaner fängslades eller avrättades. År 1929 fanns det i landet runt 4000 lamor och schamaner, två år senare fanns bara 15 lamor och 725 schamaner kvar. Desto svårare var det för stalinisterna att undertrycka befolkningens övervägande nomadiska livsstil; år 1931 var ca 82 % av invånarna i Tuvinska folkrepubliken fortfarande nomadiska boskapsskötare enligt en officiell folkräkning. Drygt tre fjärdedelar av den tuvinska befolkningen förflyttades till jordbrukskollektiv i början av 1930-talet men de flesta lämnade kollektiven efter bara några år för att istället återgå till det traditionella livet på stäppen. De sociala reformerna inkluderade införandet år 1931-32 av ett inhemskt skriftspråk baserat på det latinska alfabetet. Förr hade tuvinska skrivits med klassisk mongolisk skrift men det dömdes nu ut som "förtryckarnas språk". Utbildningsväsendet byggdes ut kraftigt och lade stort fokus på inhemska tuvinska författare varav en av de mest lästa inkluderade statschefen Salchak Toka.

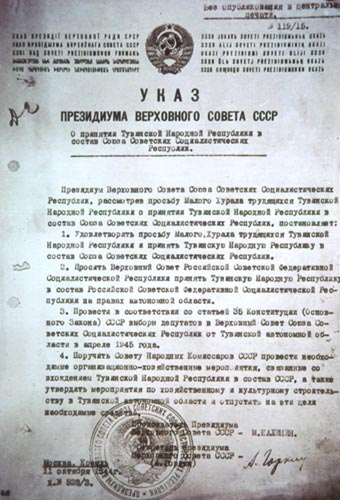
Högsta sovjets presidium godkänner Tuvinska folkrepublikens inträde i Sovjetunionen. Fotografi från 1944.

År 1933 växte missnöjet med kommunisternas försök att tvinga på Tuva en jordbruksbaserad kommandoekonomi och befolkningen började åter göra motstånd mot den sovjetiska politiken. Revolutionära folkpartiet proklamerade att Tuva skulle bli en borgerlig demokrati under inhemskt styre och att antalet ryska bosättare måste minskas. Sovjetiska agenter skickades till Tuva för att få kontroll över situationen genom nya utrensningar inom det styrande partiet men misslyckades och allt fler tuviner valde att lämna kollektiven (ännu år 1943 ägdes 93 % av allt boskap i landet av nomadstammar). År 1937 drabbades Tuva liksom Mongoliet av den stalinistiska erans mest våldsamma period då den stora utrensningen på allvar nådde landet; allt dittillsvarande oberoende gick förlorat när NKVD systematiskt krossade all opposition från misstänkta "högeropportunister" inom partiet.

### Införlivandet i Sovjetunionen
När Sovjetunionen drogs in i andra världskriget år 1941 mobiliserades även befolkningen i det avlägsna Tuva för att stödja krigsinsatsen och man uppmanades att skänka gåvor till soldaterna vid fronten, bland annat hästar, lädervaror, skidor och annat. Tuvinska soldater skickades även för att strida som del av Röda armén mot tyskarna. De första krigsåren präglades av att Sovjetunionen stärkte kontrollen över Tuva än mer; NKVD fortsatte att röja undan rester av politiskt motstånd som fortfarande ansågs existera och tiotusentals boskapsdjur liksom en tredjedel av alla hästar i landet konfiskerades och överläts till den sovjetiska militären. Redan i april 1941 hade den tuvinska regeringen skickat en förfrågan till Sovjetunionens högsta sovjets presidium om att Tuvinska folkrepubliken skulle få uppgå i Sovjetunionen men på grund av krigsutbrottet sköt man upp ärendet till 1944. Den 17 augusti 1944 hölls en extrasession i Lilla huralen där man upprepade sin förfrågan om att landet skulle få bli en del av Sovjetunionen och den 11 oktober 1944 införlivades Tuvinska folkrepubliken som Tuvinska autonoma oblastet i Ryska SFSR. Några märkbara förändringar ledde införlivandet inte till då Sovjet sedan flera år tillbaka utövade politisk och ekonomisk kontroll över Tuva, endast formaliteter som att myndigheter bytte namn, att den tuvinska beskickningen i Moskva upphörde och att Tuvinska revolutionära folkpartiet upplöstes.

## Politik
Tuvinska folkrepubliken styrdes enligt ett enpartisystem där det enda verksamma partiet var Tuvinska revolutionära folkpartiet. Partiet stod nominellt under Komintern men dominerades tidigt av mongoliska nationalister och buddhistiska munkar varför den officiella linjen fram till de stalinistiska utrensningarna i slutet av 1920-talet stod i skarp kontrast till de sovjetiska slagorden om internationell socialism och kampen mot bourgeoisien. År 1926 erkände den mongoliska regeringen Tuva som en självständig stat vilket blev ett hårt slag mot de tuviner som förordade en union med Mongoliet.
Den lagstiftande församlingen, Lilla huralen, dominerades fullständigt av Revolutionära folkpartiet och dess ledarskap, och särskilt efter att Salchak Toka tog över som generalsekreterare 1932 fördes en mot Moskva ytterst lojal linje. Ordföranden för Lilla huralens presidium var Tuvinska folkrepublikens statschef, ett ämbete som i sig hade väldigt lite inflytande, särskilt under Donduk Kuulars mandatperiod då makten låg hos regeringschefen.

## Demografi
|                  | 1918   | 1931   | 1944    | 1958    |
| ---------------- | ------ | ------ | ------- | ------- |
| Tuviner          | 48 000 | 64 900 | 81 100  | 98 000  |
| Ryssar och andra | 12 000 | 17 300 | 14 300a | 73 900  |
| Totalt           | 60 000 | 82 200 | 95 400  | 171 900 |

a Den ryska befolkningen minskade vid inkallandet till Röda armén under andra världskriget.

### Fotnoter
1. ↑  Hemmets årsbok 1941 i Projekt Runeberg
2. ↑  ”Ny Sovjetrepublik har "inkorporerats"”. Dagens Nyheter. 3 januari 1946. https://arkivet.dn.se/sok?q=Tannu%20Tuva&from=1920-01-01&sort=oldest&to=1950-12-31.
3. ↑  Dallin, David J. Soviet Russia and the Far East, Yale University Press, 1948, s. 87
4. ↑  Paine, S.C.M. Imperial Rivals: China, Russia, and Their Disputed Frontier, M.E. Sharpe, 1996, s. 329.
5. ↑  Toomas Alatalu (1992). Tuva. A State Reawakens i Soviet Studies. Band 44, Nr. 5. ISSN 1465-3427, s. 881–895
6. ↑  David J. Dallin (2013). The Rise Of Russia In Asia, Read Books Ltd, kapitel V
7. ↑  Sidenvägen: en resa från Höga Pamir och Ili genom Sinkiang och Kansu i Projekt Runeberg
8. 1 2 3 4 5 6 7  James Forsyth (1994). A History of the Peoples of Siberia: Russia's North Asian Colony 1581-1990, Cambridge University Press, s.280-281, 356
9. 1 2  Ivan Sablin (2016). Governing Post-Imperial Siberia and Mongolia, 1911–1924: Buddhism, Socialism and Nationalism in State and Autonomy Building, Routledge, s.169-170
10. 1 2 3 4  Chahryar Adle (2005). History of Civilizations of Central Asia: Towards the contemporary period : from the mid-nineteenth to the end of the twentieth century, UNESCO, s.337
11. ↑  A. J. Haywood (2010). Siberia: A Cultural History, Oxford University Press, s.198
12. ↑  Walker, David; Gray, Daniel (2009). The A to Z of Marxism. Lanham: Scarecrow Press. sid. 320. ISBN 081-087-018-5
13. ↑  Dick Harrison (13 juni 2014). ”Tannu Tuva”. Svenska Dagbladet. http://blog.svd.se/historia/2014/06/13/tannu-tuva/. Läst 20 maj 2016.
14. 1 2 3 4  David J. Phillips (2001). Peoples on the Move: Introducing the Nomads of the World, William Carey Library, s.326-327
15. 1 2  http://unpo.org/article/10458
16. ↑  Denys J. Voaden: Mongolian and Tuvan aid to wartime Russia, i: M. Gervers/U. Bulag/G. Long (eds.): History and society in Central and Inner Asia, Toronto 2007, ss. 273-277 (here: p. 276).
17. ↑  Richard Hodder-Williams, Sarah J. Lloyd, Keith McLachlan (2013). Land-locked States of Africa and Asia, Routledge, s.141
18. ↑  V.A.Grebneva "Geography of Tuva". Kyzyl, 1968 (in Russian)